# BigSister
Big Sister System and Network Monitor ist eine freie Software, die unter der GNU General Public License veröffentlicht wurde.
Big Sister network monitor ist allgemeinhin als Big Sister bekannt, hier besteht allerdings Verwechslungsgefahr mit anderen Monitoring-Projekten, die auch mit diesem Namen bezeichnet werden.
Mit Microsofts .Net-Framework ist BigSister auch unter Microsoft Windows lauffähig.
BigSister ist die Open-Source-Variante der Service-Monitoring-Software BigBrother der Firma Quest und mit dieser dementsprechend kompatibel.
BigSister bietet eine Sammlung von Plugins zur Netzwerk-, Host- und Serviceüberwachung sowie ein Webinterface zum Abfragen der gesammelten Daten. Es ist auch möglich, die gesammelten Performance-Daten mit Hilfe von RRDtool als Graphen darzustellen.

## Funktionsweise
Der Mutter-Prozess, also der BigSister-Server, bezieht seine Daten von Agenten, welche diese auf vielfältige Weise, z. B. über SNMP, Perl-Programme etc. sammeln.
Das Senden der Daten vom Agenten zum BigSister-Server erfolgt über das TCP.
Auf diese Art können komplexe Netzwerke und Systeme überwacht werden, BigSister hat die Möglichkeit deren Status in MySQL-Datenbanken oder Text-Dateien zu speichern, und die aktuellen Ergebnisse tabellarisch auf einer Weboberfläche darzustellen. Wenn ein Fehler auftritt wird der zuständige Administrator z. B. mittels einer E-Mail benachrichtigt.